# Létricourt
Létricourt település Franciaországban, Meurthe-et-Moselle megyében. Lakosainak száma 226 fő (2022. január 1.). Létricourt Aulnois-sur-Seille, Craincourt, Abaucourt, Chenicourt, Jeandelaincourt, Nomeny és Thézey-Saint-Martin községekkel határos.

## Népesség
A település népességének változása:
| Lakosok száma | 164  | 140  | 154  | 218  | 251  | 248  | 235  | 229  | 231  | 226  |
|               | 1968 | 1982 | 1990 | 2006 | 2013 | 2015 | 2017 | 2019 | 2020 | 2022 |